# Роса

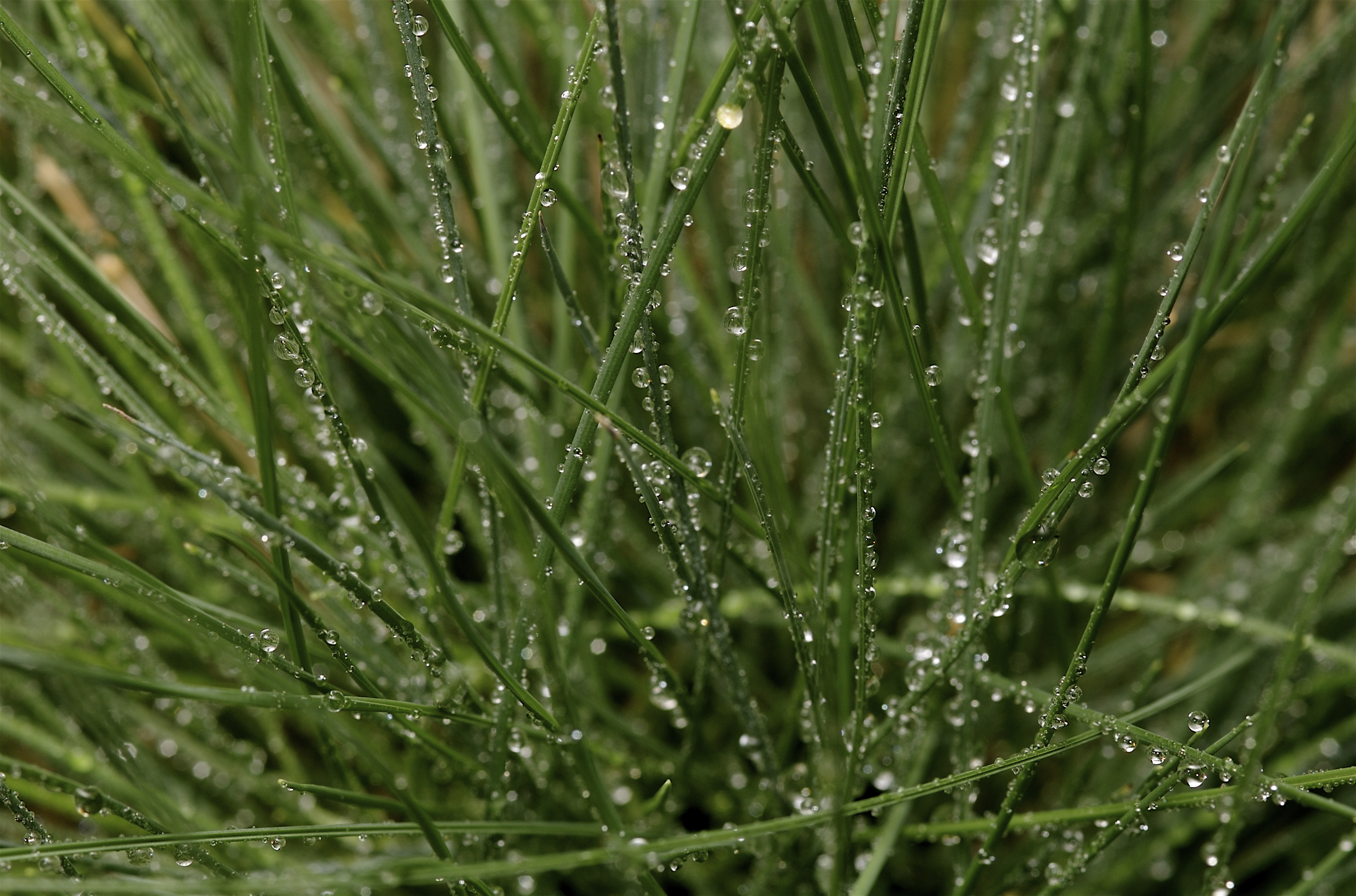
Роса на траві.

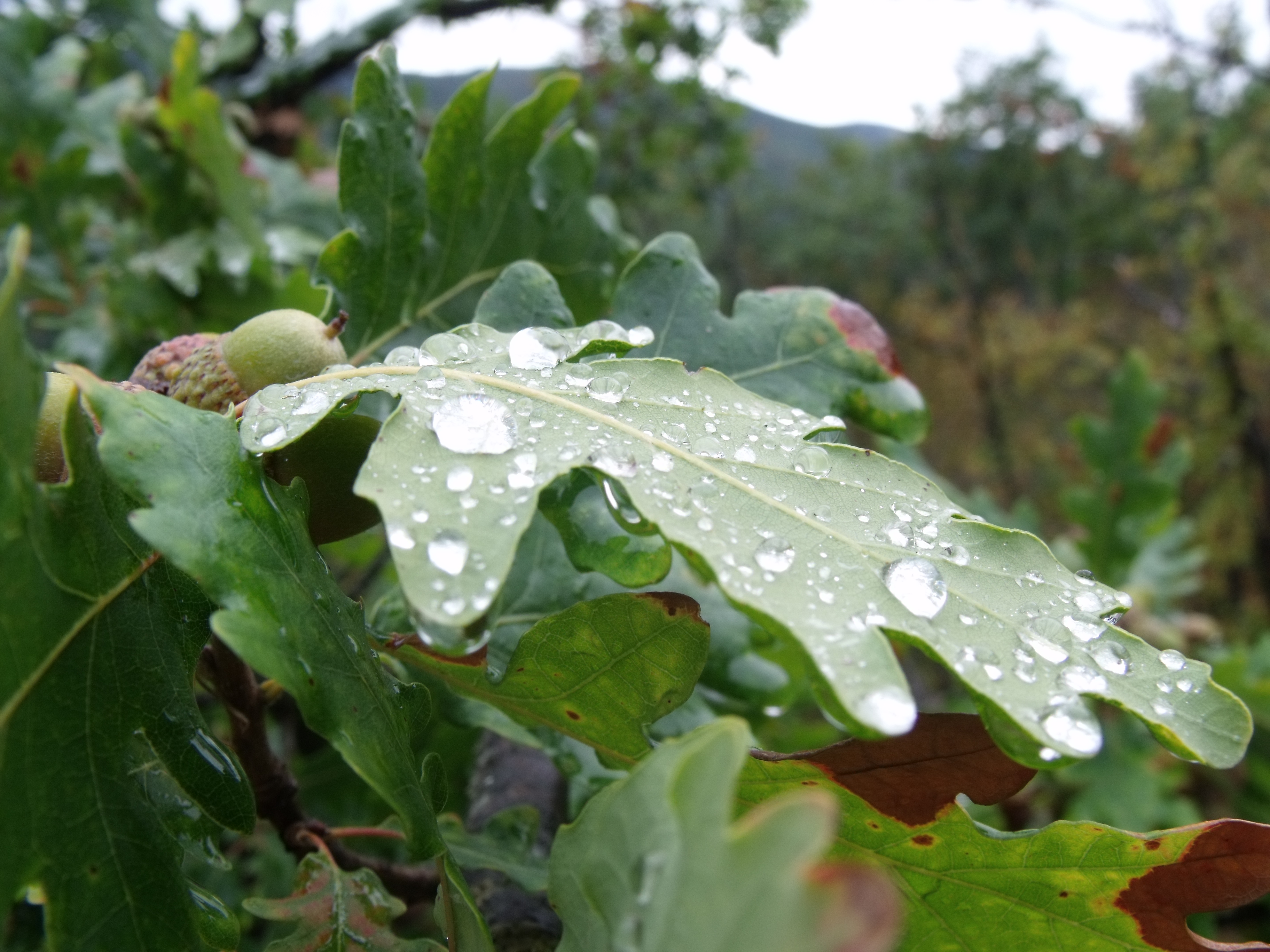
Роса на дубовому листі.

Роса́ — дрібні краплі води, що утворилися на поверхні Землі та предметах у результаті конденсації за умов охолодження при нічному ефективному випромінюванні.

## Механізм виникнення
У повітрі завжди є деяка кількість водяної пари. Для заданої температури можна визначити максимальну кількість пари, що може утримуватися в повітрі, і ця кількість зростає з підвищенням температури. З іншого боку, це означає, що для заданої кількості водяної пари в повітрі можна визначити мінімальну температуру, за якої вода утримуватиметься в повітрі. Ця температура називається точкою роси. Якщо температура повітря стає нижчою від точки роси, то відбувається конденсація водяної пари на різних поверхнях. Це відбувається вночі, коли повітря охолоджується і стає перенасиченим водяною парою. Якщо вода конденсується на поверхні землі або бетону, то вона швидко всмоктується, на гідрофобних поверхнях, якими є багато рослин, або на металі, пластику тощо вона може збиратися у краплі та перебувати там тривалий час — це і буде роса.
Кількість роси залежить як від початкової вологості повітря, так і від того, наскільки впала температура.
Залежно від клімату і погоди, роса може випадати як ввечері, так і вночі, і зранку.
Якщо температура падає нижче нуля, то замість роси утворюється іній.
Той самий механізм зумовлює запотівання вікон взимку або крапель у кондиціонерах, проте у цьому випадку зазвичай не вживають слово «роса», а говорять про конденсат.

## Значення

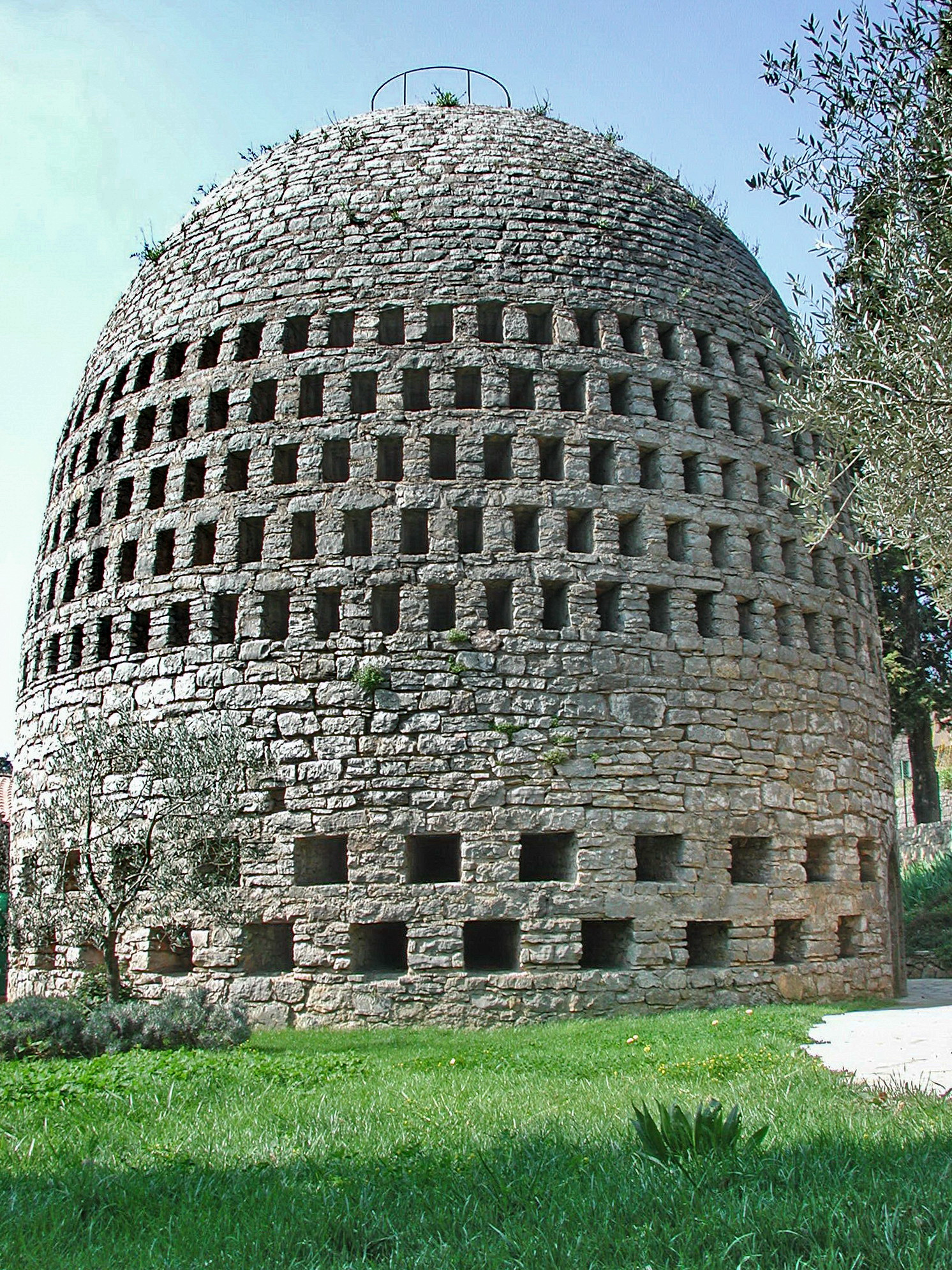
Конденсаційний колодязь у Тран-ан-Прованс.

У разі значних добових коливань температури за ніч може випадати до 0,5 мм опадів у вигляді роси. У пустелях, де звичайних опадів мало, а завдяки ясному небу земля сильно охолоджується вночі, ця вода є важливою для місцевої флори і фауни. Люди, що опинилися в подібних умовах, також можуть поповнити свої запаси води, збираючи росу — для цього використовують великі шматки брезенту або іншого гідрофобного матеріалу. Для більш тривалого використання будують спеціальні інженерні споруди, конденсаційні колодязі, що можуть постійно генерувати невеликий обсяг води.
Павутина при потраплянні на неї води стягується — це явище називається «суперконтракція». Завдяки росі розтягнута комахами павутина поновлює свою форму щоночі.
Роса, що випадає на асфальті, підвищує небезпеку дорожнього руху, особливо якщо після цього вона замерзне, перетворившись на ожеледь.

## Вимірювання
Прилад, яким міряють кількість роси, що випадає за ніч, — росомір. Він складається з металевої пластини або шматка волокнистого матеріалу, наприклад, шерсті або бавовни, і ваг, що заміряють зміни маси. Ці зміни можуть фіксувати протягом ночі або заміряти один раз зранку. Кількість роси визначають у мілілітрах на годину. Іноді масу води не заміряють, а лише візуально оцінюють ступінь намокання матеріалу.

## Символізм роси

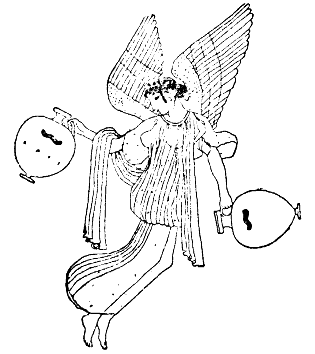
Еос розливає росу, будучи одягнена в плаття, всипане ранковими зорями. З антикварної вази.

У багатьох міфо-поетичних традиціях вважається, що все, що приходить із небес, має священний характер, і в цьому сенсі роса має значення благословенного дарунка неба.
Роса — провісник світанку й наближення дня, символізує чистоту, світло, духовне просвітління, божественне Слово, святий дух; солодка роса — це мир і процвітання. Роса пов'язана з ідеєю омолодження та безсмертя, але водночас може уособлювати недовговічність, ефемерність, ілюзію.
У даосизмі люди, що досягли безсмертя, перестають харчуватися звичайною їжею і споживають лише повітря та росу.
В юдаїзмі роса уособлює Боже благословення. Особлива роса воскресіння зберігається на небесах і може повертати померлих до життя.
У християнській традиції роса — символ Божої благодаті. Це сльоза Богородиці, св. Варвари або й самого Христа: «…дрібний дощик від сліз Божих, роса вранішня і вечірня від сліз Царя Небесного, самого Христа», — оповідається в «Голубиній книзі». Манна небесна, якою харчувалися сини Ізраїлеві в пустелі, з'явилася з росою.
В українській традиції вважається, що росу щовесни випускає святий Юрій, відмикаючи небо ключами. Юрій — покровитель хліборобства.
У багатьох повір'ях згадується про цілющу силу роси. Народна медицина розрізняє ранкову, нічну і вечірню росу, приписуючи їм різні властивості. Вважається також, що «сила» роси змінюється залежно від фази Місяця. Особливо цілющою вважається роса, зібрана на світанку в день святого Юрія. Росу пропонують вживати як внутрішньо, так і зовнішньо (обертання змоченими в росі тканинами).
Вмивання росою як магічна практика згадується у багатьох казках. Ритуал вмивання росою є традиційним для святкування Івана Купала. Подібні обряди проводили кельтські дівчата на белтейн (1 травня), а у Литві — на Йонінес, який і сам іноді називають святом Роси.
У давньогрецькій міфології росу розбризкувала богиня світанку Еос. Саму її іноді зображували з карафами, наповненими росою.
У японській поезії роса — символ скороминучості. «Розтаяти з росою» — синонім смерті.
У подібному значенні роса згадується у першому куплеті Державного Гімну України:
 Ще не вмерла України ні слава, ні воля.
 Ще нам, браття українці, усміхнеться доля.
 Згинуть наші вороженьки, як роса на сонці,
 Запануєм і ми, браття, у своїй сторонці.